# Liste der Kulturdenkmäler in Oberalben
In der Liste der Kulturdenkmäler in Oberalben sind alle Kulturdenkmäler der rheinland-pfälzischen Ortsgemeinde Oberalben aufgeführt. Grundlage ist die Denkmalliste des Landes Rheinland-Pfalz (Stand: 6. September 2022).

## Einzeldenkmäler
| Bezeichnung       | Lage                | Baujahr  | Beschreibung                     | Bild            |
| ----------------- | ------------------- | -------- | -------------------------------- | --------------- |
| Auswanderermuseum | Hauptstraße 3a Lage | vor 1842 | ehemalige Stallscheune, vor 1842 | Fotos hochladen |